# Arenys de Munt (ort)
Arenys de Munt är en ort i Spanien. Den ligger i provinsen Província de Barcelona och regionen Katalonien, i den östra delen av landet, 500 km öster om huvudstaden Madrid. Arenys de Munt ligger 149 meter över havet och antalet invånare är 7 394.
Terrängen runt Arenys de Munt är kuperad åt nordväst, men åt sydost är den platt. Havet är nära Arenys de Munt åt sydost. Närmaste större samhälle är Mataró, 11,2 km sydväst om Arenys de Munt. 